# Michele Antelli
Michele Antelli (Cernusco sul Naviglio, 12 gennaio 1998) è un cestista italiano.

## Biografia
Ha frequentato il liceo scientifico Giordano Bruno di Mestre, diplomandosi nel 2017. Con la squadra dell'istituto ha partecipato al torneo studentesco di pallacanestro Reyer School Cup, con la quale ha vinto le edizioni 2015, 2016, 2017.

## Palmarès
- Mondiali Under-19: 
 Egitto 2017